# Völkermarkt
Völkermarkt (szlovénül: Velikovec) osztrák város Karintiában, a Völkermarkti járás központja. Lakossága 2016 januárjában 10 949 fő volt.

## Elhelyezkedése

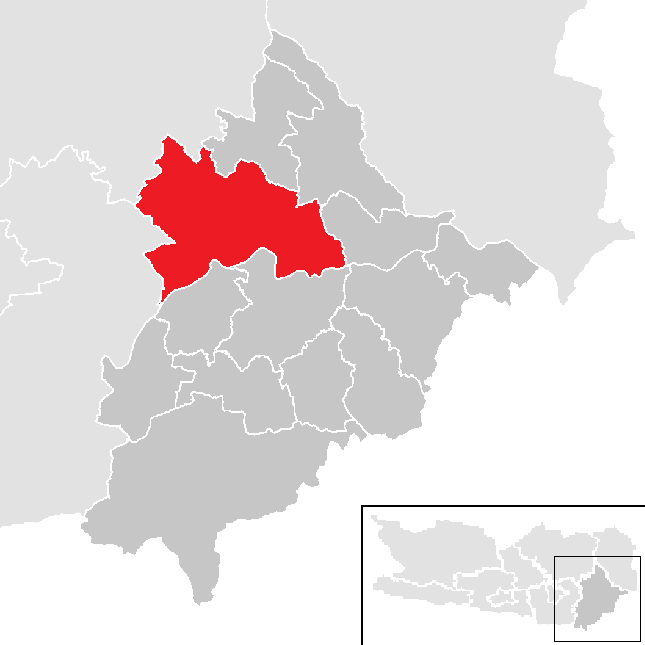
Völkermarkt a Völkermarkti járásban

Völkermarkt Karintia délkeleti részén, a Jauntal völgyének északi felében fekszik, nem messze a szlovén határtól. Tőle közvetlenül délre található az edlingi vízerőmű által felduzzasztott Dráva (a Völkermarkti-víztározó). A városi önkormányzathoz 26 katasztrális községben 79 kisebb-nagyobb település vagy településrész tartozik, lakosságuk 4616 (Völkermarkt) és 1 (Bischofberg) között változik. 
A környező települések: északra Brückl és Diex, északkeletre Griffen, keletre Ruden, délre Eberndorf és Sankt Kanzian am Klopeiner See, nyugatra Grafenstein és Poggersdorf.

## Története

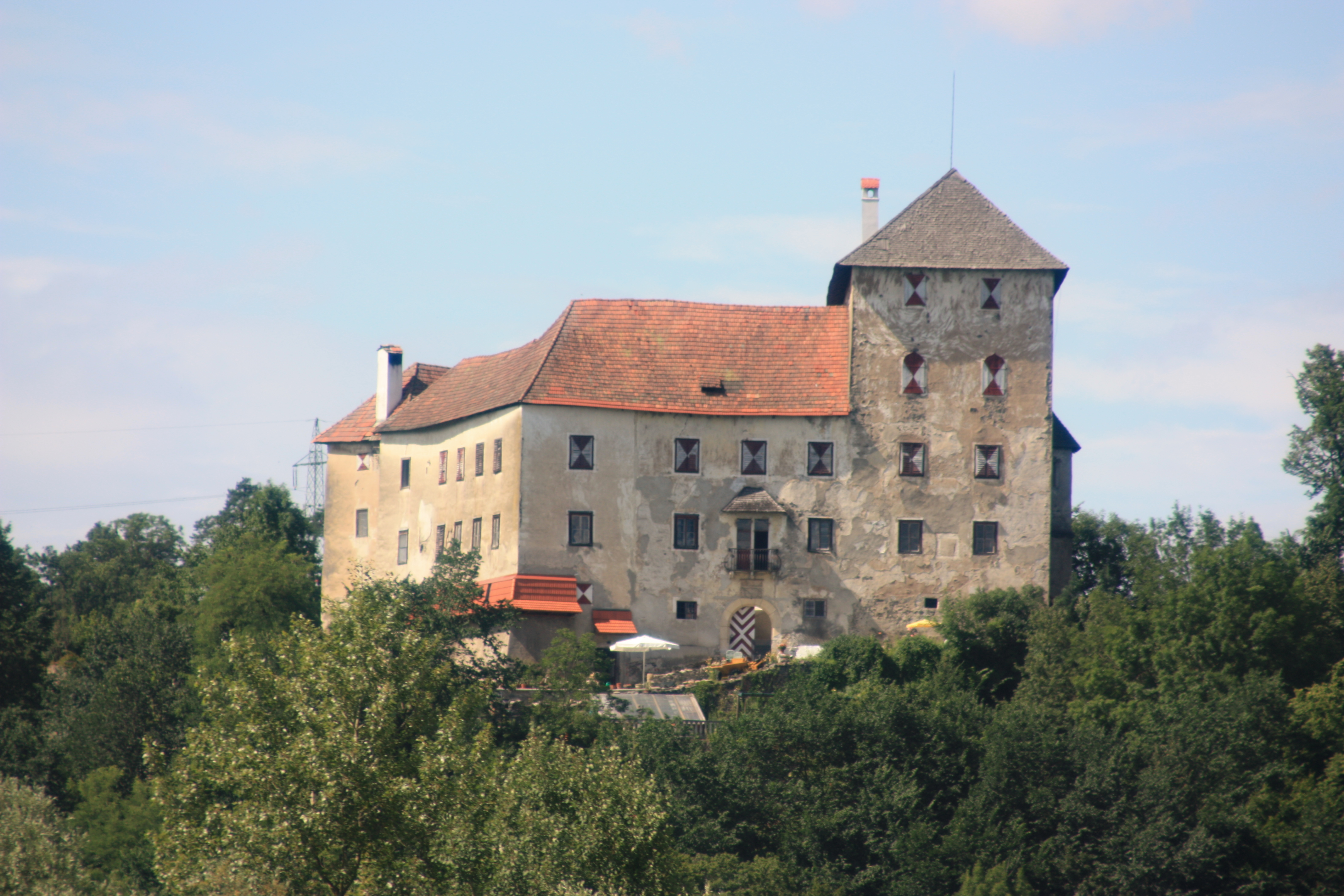
Neudenstein vára

A 6. században szláv karantánok települtek a régióba, a 7. században pedig megalakult a karantán állam. A lakosság jelentős része azóta is megtartotta szláv (szlovén) identitását. 
Engelbert von Spanheim isztriai őrgróf 1090 körül megbízott egy Volko nevű Rajna-vidéki kereskedőt, hogy alapítson egy vásárhelyet, amely mellett a salzburgi érsekség Szt. Rupertnek szentelt templomot létesített. 1217-ben Bernhard von Spanheim karintiai herceg hidat veretett a Dráván a közelben, így a kedvező helyszínen 1231-től település jött létre, amely még a 13. század során városjogot kapott. A helybeliek elsősorban a vas kereskedelméből profitáltak. Völkermarkt jelentőség szempontjából mindig is a hercegi székhely, Sankt Veit után kullogott, bár 1470-ben itt tartották a belső-ausztriai nemesi gyűlést. Miután Karintiát megszerezték a Habsburgok, a hatalmi központ még messzebbre került.    
1880-ban a városnak 2392 lakosa volt, amelyből 26% volt szlovén. Ők 1893-ban megalapították a Velikoveci Cirill és Metód Társaságot, három évvel később pedig szlovén nyelvű magániskola nyílt. 1920-ban megnyílt a szlovén középiskola, de miután még ugyanabban az évben népszavazás döntött arról, hogy Karintia szlovénlakta régiója Ausztria része marad, az iskolát bezárták. 
A második világháborúban Jugoszlávia német megszállásakor mintegy 60 ezer szlovént telepítettek ki a szlovéniai Alsó-Stájerországból. 1942 áprilisában a karintiai szlávok kerültek sorra, mire azok partizánakciókkal válaszoltak, egyik csoportjuk a Völkermarktól északra fekvő Saualpe hegyvonulatában bujkált.  
Az önkormányzat a mai formájában 1973-ban jött létre, amikor a környező falvakat Völkermarkt városához csatolták. 
1979. szeptember 18-án a jugoszláv állambiztonság hivatal két ügynöke robbantást hajtott végre a völkermarkti városházán, ahol akkor az 1919-es, Karintia miatti osztrák-jugoszláv háborúra emlékező kiállítást tartottak. A terrorakcióban a két ügynök és egy múzeumi dolgozó súlyosan megsérült. Az elkövetőket négy év börtönre ítélték, de fél évvel később kicserélték őket két osztrák titkosszolgálati dolgozóra. 

## Lakosság
Völkermarkt lakosainak száma 2016 januárjában 10 949 fő volt, ami némi visszaesést jelent a 2006-os 11 459 lakoshoz képest. A 2001-es népszámlálás adatai szerint a lakosság 93,9%-a volt osztrák, 1,5% boszniai, 1,% horvát, 3,6% pedig egyéb állampolgár. 292 fő (2,6%) volt szlovén nemzetiségű. A lakosok 89%-a katolikusnak, 2% evangélikusnak, 1,5% mohamedánnak, 5% pedig felekezet nélkülinek vallotta magát. 

## Látnivalók
- Neudenstein vára
- Haimburg várának romjai
- Töllerberg kastélya
- Thalenstein kastélya
- a régi városháza (1499-ből)

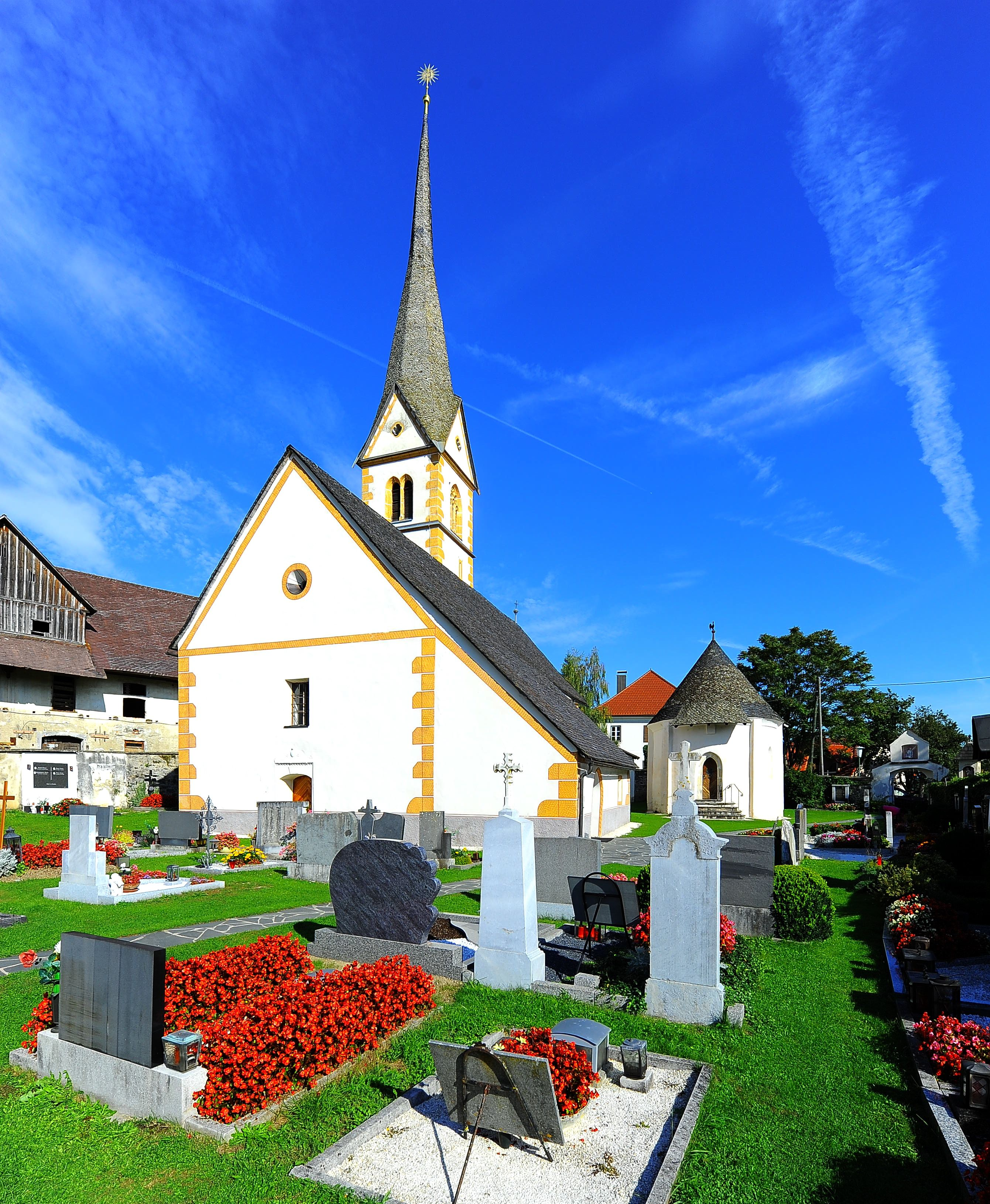
Szt. István-templom

- a Szt. Ruprecht-plébániatemplom (Völkermarkt)
- a niedertrixeni Szt. István-templom
- a kerületi és várostörténeti múzeum

## Híres völkermarktiak
- Markus Hansiz (1683-1766) jezsuita történész
- Julius Ringel (1889-1967) Wehrmacht-tábornok

## Testvérvárosok
- San Giorgio di Nogaro, Olaszország

## Fordítás
- Ez a szócikk részben vagy egészben  a   Völkermarkt című német Wikipédia-szócikk ezen változatának fordításán alapul.  Az eredeti cikk szerkesztőit annak laptörténete sorolja fel. Ez a jelzés csupán a megfogalmazás eredetét és a szerzői jogokat jelzi, nem szolgál a cikkben szereplő információk forrásmegjelöléseként.